# Malaxis moritzii
Malaxis moritzii là một loài thực vật có hoa trong họ Lan. Loài này được (Ridl.) Kuntze mô tả khoa học đầu tiên năm 1891.